# ميخائيل جلين براون
ميخائيل جلين براون (بالإنجليزية: Michael Glyn Brown)‏ هو جراح أمريكي، ولد في 1957، وتوفي في 8 نوفمبر 2013.